# Karin Fossum

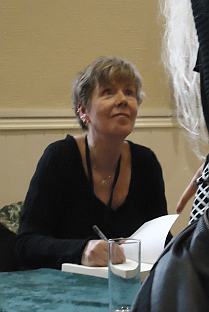
Karin Fossum, 2012

Karin Fossum (Sandefjord, 6 de novembre de 1954) és una escriptora noruega de gènere policíac, coneguda com "La reina noruega del crim".
Començà publicant un poemari amb 20 anys i ha rebut alguns premis literaris. Són molt conegudes les seues novel·les de l'inspector Sejer i s'han traduït a més de 16 idiomes.

### Inspector Sejer
(amb l'inspector Jakob Skarre):
- 1995 - Evas øye (L'ull d'Eva)
- 1996 - Es deg ikke tilbake! (No mires enrere)
- 1997 - Den som frykter ulven (Qui tem al llop)
- 1998 - Djevelen holder lyset (El diable subjecta el canelobre)
- 2000 - Elskede Poona (Una dona en el teu camí)
- 2002 - Svarte sekunder (Segons negres)
- 2004 - Drapet på Harriet Krohn (L'assassinat de Harriet Krohn)
- 2007 - Den elsker noe annet
- 2008 - Den onde viljen (Mala voluntat)
- 2009 - Varsleren (Presagis)

### Altres novel·les
- 1992 - I et annet lys
- 1994 - Søylen
- 1999 - De gales hus
- 2002 - Jonas Eckel
- 2003 - Natt til fjerde november
- 2006 - Brudd

## Premis
- Tarjei Vesaas's debutantpris, 1974, per Kanskje i morgen
- Rivertonprisen, 1996, per Es deg ikke tilbake
- Glass Key award, 1997, per Den som frykter ulven
- Bokhandlerprisen, 1997, per Den som frykter ulven
- Brageprisen, 2000, per Elskede Poona
- Martin Beck, 2002, per Svarte sekunder
- Cappelen, 2003
- The Gumshoe Awards per Når djevelen holder lyset
- Los Angeles Times Book Prize per Elskede Poona